# Gizo, Salomonöarna
Gizo är en ort i Salomonöarna. Det är huvudorten i Västprovinsen. Gizo ligger på ön Ghizo. Orten drabbades hårt av jordbävningen vid Salomonöarna 2007.